# Lotta ai IV Giochi del Mediterraneo
I tornei di lotta ai IV Giochi del Mediterraneo si sono svolti nel settembre 1963 a Napoli, in Italia. Le competizioni di lotta libera si sono svolte dal 26 al 28 settembre, quelle di lotta greco-romana dal 23 al 25 settembre
Il programma ha previsto tornei di lotta libera e lotta greco-romana maschile, con 8 categorie per ciascuna disciplina.

## Podi

### Lotta libera
| Evento | Oro               | Argento                   | Bronzo                  |
| 52 kg  | Vincenzo Grassi   | André Zoete               | Mustafa Kartal          |
| 57 kg  | Bekir Aydın       | Ibrahim as-Sajjid         | Luigi Chinazzo          |
| 63 kg  | Georges Ballery   | Andrea D'Amico            | Mohamed Mohamed Marzouk |
| 70 kg  | Mahmut Atalay     | Ibraheam Mohamed Moustafa | Stefanos Ioannidis      |
| 78 kg  | Fahrettin Çankaya | René Schiermeyer          | Constantino Kozanidis   |
| 87 kg  | Hasan Güngör      | Mohamed Gamal El-Eidaross | Antonio Cerroni         |
| 97 kg  | Ahmet Ayık        | Ahmed Hamed Youssef       | Marco Borini            |
| +97 kg | Hamit Kaplan      | Talat Bayoumi El-Sayed    | Mohammad Noueri         |

### Lotta greco-romana
| Evento | Oro                  | Argento              | Bronzo                  |
| 52 kg  | Fu’ad Ali            | Ignazio Fabra        | Ahmad                   |
| 57 kg  | Ünver Beşergil       | Michele Toma         | Ibrahim Ahmed Abdelatif |
| 63 kg  | Metin Alakoç         | Mustafa Hamid Mansur | Nikolaos Lazarou        |
| 70 kg  | Branislav Martinović | Mahmud Ibrahim       | Najjal                  |
| 78 kg  | Yavuz Selekman       | Mahmoud Balah        | Dimitrios Savvas        |
| 87 kg  | Petar Cucić          | Mehmet Necdet Uçar   | Angelo Foschini         |
| 97 kg  | Adelmo Bulgarelli    | Gıyasettin Yılmaz    | Borislav Pavicevic      |
| +97 kg | Bekir Aksu           | Giuseppe Marcucci    | Talat Bayoumi El-Sayed  |

## Medagliere
La nazione ospitante è evidenziata.
| Posizione | Paese            | Oro | Argento | Bronzo | Totale |
| --------- | ---------------- | --- | ------- | ------ | ------ |
| 1         | Turchia          | 10  | 2       | 1      | 13     |
| 2         | Italia           | 2   | 4       | 4      | 10     |
| 3         | Jugoslavia       | 2   | 0       | 1      | 3      |
| 4         | Rep. Araba Unita | 1   | 7       | 3      | 11     |
| 5         | Francia          | 1   | 2       | 0      | 3      |
| 6         | Siria            | 0   | 1       | 2      | 3      |
| 7         | Grecia           | 0   | 0       | 4      | 4      |
| 8         | Libano           | 0   | 0       | 1      | 1      |
| Totale    | Totale           | 16  | 16      | 16     | 48     |